# Международен конкурс за вино
Международният конкурс за вино (на френски: Concours International des Vins) в Брюксел се организира всяка година от Монд Селексион (на френски: Monde Selection) – международен институт за качество .
Създаден през 1961 г., този конкурс се явява най-старата винена надпревара в света .

## Жури
За своето жури Монд Селексион избира видни експерти и журналисти с отлични професионални качества. Сред тях са:
- енолози
- сомелиери
- журналисти и хроникьори
- експерти по вината и др. [6]

## Особеност
Това е единственият конкурс за вина, който се провежда под патронажа на Международната организация по лозарство и винарство (на френски: Organisation Internationale de la Vigne et du Vin) .

## Отличия и трофеи
Всяка година резултатите се изчисляват според официални процедури, изготвени от Международната организация по лозарство и винарство (OIV).
Отличията, които се връчват на победителите, са:
- голям златен медал (за продуктите, събрали минимум 92 точки)
- златен медал (за продуктите, събрали минимум 85 точки)
- сребърен медал (за продуктите, събрали минимум 82 точки)
- бронзов медал (за продуктите, събрали минимум 80 точки)

Броят на отличените вина не трябва да надвишава 30% от броя на всички представени на Конкурса вина.